# William Lutley Sclater
Pour les articles homonymes, voir Sclater.
William Lutley Sclater est un zoologiste britannique, né le 23 septembre 1863 et mort le 7 juillet 1944.

## Biographie
Il est le fils de Philip Lutley Sclater (1829-1913), et porte le même nom que son grand-père paternel.
Après avoir travaillé au muséum de Calcutta, il dirige le Muséum d’Afrique du Sud de 1896 à 1906. De 1909 à 1944, il travaille au Muséum d'histoire naturelle de Londres.
Il dirige la publication de la revue Ibis de 1913 à 1930, préside la British Ornithologists' Union de 1928 à 1933 et est secrétaire de la Royal Geographical Society de 1931 à 1943. Il est tué par un V1 en juillet 1944 à Londres.